# سینوسراتوپس
سینوسراتوپس (نام علمی: Sinoceratops zhuchengensis) نام یک گونه از راسته پرنده‌کفلان است.